# Fontaine-lès-Clercs
Fontaine-lès-Clercs – miejscowość i gmina we Francji, w regionie Hauts-de-France, w departamencie Aisne.
Według danych na styczeń 2014 roku gminę zamieszkiwało 290 osób, a gęstość zaludnienia wynosiła 54,6 osób/km².